# Nhà máy thủy điện Trị An
Nhà máy thủy điện Trị An được xây dựng trên sông Đồng Nai, đoạn chảy qua huyện Vĩnh Cửu, tỉnh Đồng Nai, cách Thành phố Hồ Chí Minh 65 km về phía Đông Bắc.
Nhà máy được xây dựng với sự hỗ trợ về tài chính và công nghệ của Liên Xô từ năm 1984,  phát điện tổ máy số 1 ngày 30/4/1988 và khánh thành 1991.
Nhà máy thủy điện Trị An có 4 tổ máy, với tổng công suất thiết kế 400 MW, sản lượng điện trung bình hàng năm 1,7 tỉ KWh.

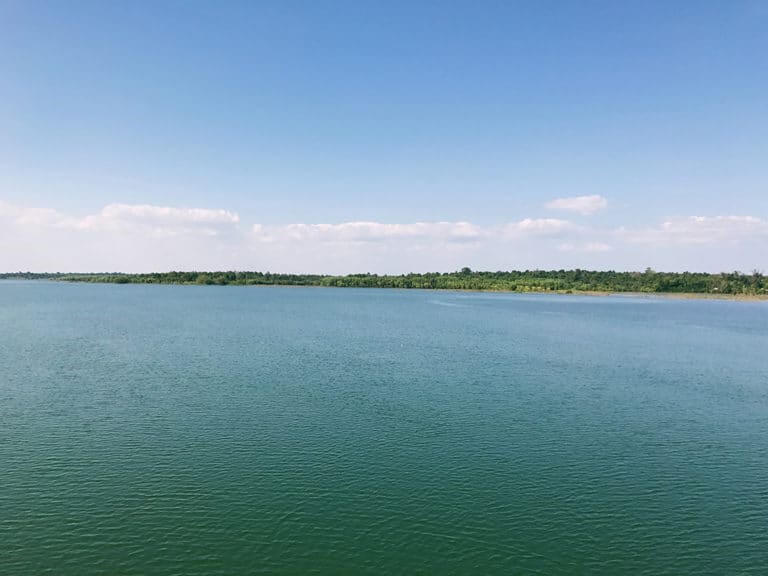
Hồ Trị An

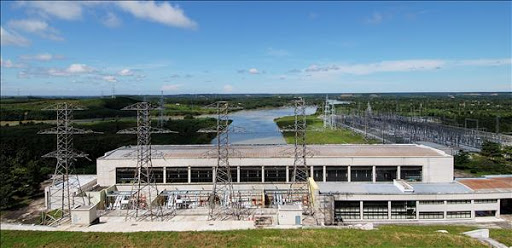
Sông Đồng Nai từ nhà máy thủy điện Trị An

Hồ Trị An là hồ chứa điều tiết hằng năm, mục đích để phát điện với mực nước dâng bình thường (HBT) 62 m, mực nước chết (HC) 50 m, mực nước gia cường 63,9 m.
Lưu lượng chạy máy ở công suất định mức là 880 m³/s, tương ứng 220 m³/s cho mỗi tổ máy, cột nước tĩnh là 53m. Nhà máy thủy điện được xây với tổng công suất lắp máy 4 tổ × 100 MW = 400 MW, sản lượng điện hằng năm 1,76 tỉ kWh.
Lưu lượng nước xả lũ qua đập tràn cao nhất theo thiết kế là 18.450 m³/s.

Tuyến áp lực chính gồm đập ngăn sông và đập tràn. Đập ngăn sông được đắp bằng đất đá hỗn hợp, dài 420m, cao 40m, đỉnh đập rộng 10m. Đập tràn xả lũ dài 150m, có 8 khoang tràn, mỗi khoang rộng 15m với 8 cửa van cung được đóng mở bằng cẩu chân dê 2×125 tấn.
Đập chính và các đập phụ tạo nên hồ chứa nước rộng 323 km² với dung tích tổng cộng 2,76 tỉ m³, dung tích hữu ích là 2,54 tỉ m³, dung tích chết 0,218.109 m³.
Công trình thủy điện Trị An còn có ý nghĩa kinh tế tổng hợp với mục đích chính hòa lưới điện quốc gia cùng với các nhà máy khác cung cấp điện cho phụ tải toàn quốc. Ngoài ra, là thủy điện đa mục tiêu, công trình còn đảm bảo nước cho sinh hoạt, nông nghiệp, đẩy mặn và điều tiết lũ.